# 13530 Ninnemann
13530 Ninnemann eller 1991 RS2 är en asteroid i huvudbältet som upptäcktes den 9 september 1991 av de båda tyska astronomen Freimut Börngen och Lutz D. Schmadel vid Tautenburg-observatoriet. Den är uppkallad efter den tyske matematikern Olaf Ninnemann.
Asteroiden har en diameter på ungefär 5 kilometer och den tillhör asteroidgruppen Vesta.